# Cheb (huyện)
Huyện Cheb (tiếng Séc: Okres Cheb) là một huyện (okres) nằm trong vùng Karlovy Vary của Cộng hòa Séc. Huyện Cheb có diện tích 933 km², dân số năm 2002 là 89107 người. Thủ phủ huyện đóng ở Cheb. Huyện này có 39 khu tự quản.

## Các khu tự quản
Huyện Cheb có 39 khu tự quản sau: Aš - 
Cheb -
Dolní Žandov - 
Drmoul - 
Františkovy Lázně - 
Hazlov - 
Hranice - 
Krásná - 
Křižovatka - 
Lázně Kynžvart - 
Libá - 
Lipová - 
Luby - 
Mariánské Lázně - 
Milhostov - 
Milíkov - 
Mnichov - 
Nebanice - 
Nový Kostel - 
Odrava - 
Okrouhlá - 
Ovesné Kladruby - 
Plesná - 
Podhradí - 
Pomezí nad Ohří - 
Poustka - 
Prameny - 
Skalná - 
Stará Voda - 
Trstěnice - 
Třebeň - 
Tři Sekery - 
Tuřany - 
Valy - 
Velká Hleďsebe - 
Velký Luh - 
Vlkovice - 
Vojtanov - 
Zádub-Závišín